# Eupatorium purpureum
Eutrochium purpureum (Eupatorium purpureum (Linnaeus) E. E. Lamont), és una espècie de planta herbàcia perenne dins la família asteràcia. És planta nativa d'Amèrica del Nord.
A Espanya figura dins la llista de plantes de venda regulada.
E. Purpureum silvestre s'hibrida fàcilment amb plantes del seu mateix gènere.

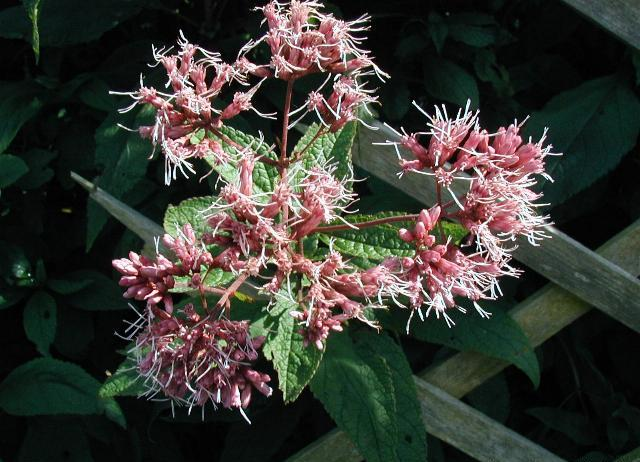
Flors i fulles dEupatorium purpureum

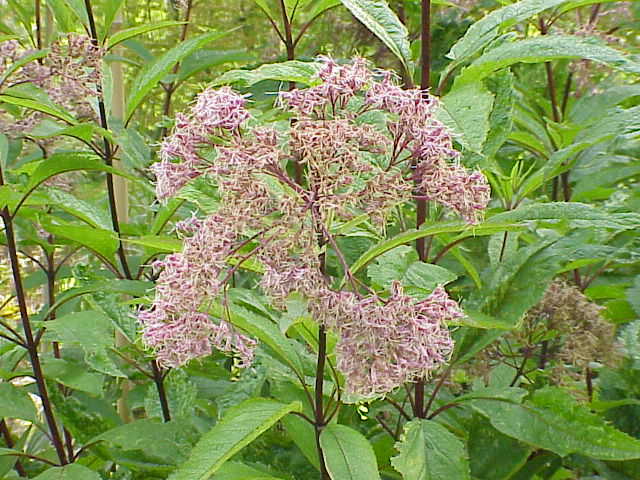
Floració